# رحلة إلى الشرق

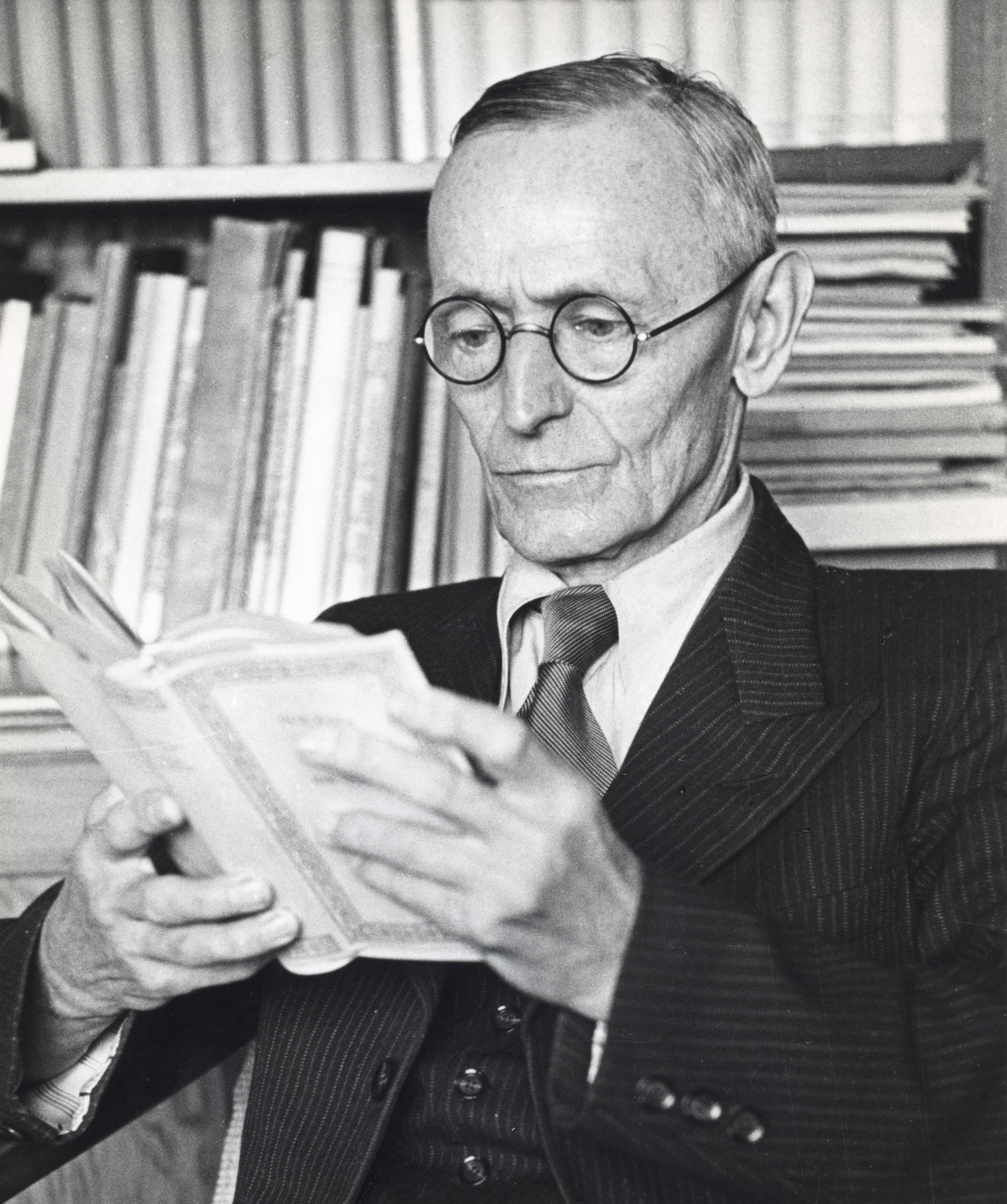
كاتب الرواية

رحلة إلى الشرق (بالألمانية: Die Morgenlandfahrt) رواية قصيرة من تأليف الروائي الألماني هرمان هيسه الفائز بجائزة نوبل للأدب، وهي الرواية الثانية عشر من تأليفه وسبقت آخر وأهم رواياته «لعبة الكريات الزجاجية»، نُشرت للمرة الأولى في عام 1932. الرواية صدرت مباشرة بعد النجاح الهائل لروايته السابقة «نرجس وفم الذهب».

### خلفية التأليف
كتب هيسّه هذه الرواية في سياق مرحلة حاسمة من حياته، بعد نجاح روايته نرجس وفم الذهب، وفي خضم تحولات فكرية ونفسية عميقة أعقبت أزمة شخصية حادّة. تعكس رحلة إلى الشرق اهتمامه المتزايد بالتصوف الشرقي، وبخاصة الفكر البوذي والطاوي، إلى جانب تأثره بمدرسة التحليل النفسي اليونغي التي كانت تمارس تأثيرًا بارزًا على أدبه آنذاك.
الرواية كتبت في وقت كانت فيه أوروبا تعيش مخاض ما بين الحربين، بما يحمله من تشظي فكري وأزمة روحية، وهو ما عبّر عنه هيسّه برؤية رمزية تُصور انهيار الجماعة كمجاز لانهيار المعنى والثقة.

### محتوى الرواية
يروي نص رحلة إلى الشرق قصة الراوي "هـ."، أحد أعضاء جمعية روحية سرية تُعرف باسم "الرابطة"، والتي انطلقت في رحلة رمزية نحو الشرق—حيث يُجسّد الشرق الفكرة المجردة للمعرفة والتطهر والحق المطلق. لا تُسرد هذه الرحلة وفق تسلسل زمني تقليدي، بل تأتي عبر ذكريات ضبابية واستدعاءات ذاتية تتداخل فيها مشاهد واقعية مع أحلام وأساطير، ما يمنح النص طابعًا غنوصيًا وتأمليًا.ومع تعثّر مسار الرحلة وتفكك الرابطة، يدخل الراوي في أزمة وجودية عميقة، ويبدأ في إعادة تقييم تجربته. في محاولته لفهم ما جرى، يستعين بـ"محكمة روحية" رمزية، تشكّل فضاءً داخليًا للمساءلة الذاتية، حيث ينقّب في ماضيه ليكتشف أن الحقيقة ليست خارجه بل كامنة في داخله، وأن الفشل الظاهري للرحلة لم يكن إلا دعوة لإعادة بناء الذات ومفهوم الانتماء والمعنى..

## شخصيات الرواية
- الراوي: عضو في "الرابطة"، يسرد رحلته الروحية التي تتقاطع مع فقدان الإيمان والبحث عن المعنى.
- ليو: خادم بسيط في الظاهر، لكنه يتضح لاحقًا أنه قائد الرابطة، يمثل الحكمة الخفية والتواضع.
- أعضاء الرابطة: شخصيات رمزية، كل منهم يمثل جانبًا من التجربة الروحية أو الفلسفية.
- الرحلة نفسها: تُعامل ككائن حي، تتغير وتختبر الأفراد، وتكشف عن حقيقتهم.[6]

### البنية والأسلوب
تتميّز الرواية ببنية غير خطيّة ومفتوحة على التأويل، حيث يتداخل السرد الواقعي بالتجربة الرمزية، ويغلب عليها التوتر بين الحنين إلى المطلق وبين وعي الذات بالتمزق. يستخدم هيسّه لغة شعرية متأملة، ويعتمد على تقنية الراوي غير الموثوق، ما يدفع القارئ إلى التشكيك في حقيقة الوقائع.

### الرموز والدلالات
يحمل "الشرق" في الرواية معنى مجازيًا لا جغرافيًا، فهو يمثّل عالمًا داخليًا أكثر منه وجهة مادية. وكذلك فإن الجمعية لا تعكس تنظيمًا اجتماعيًا بل جماعة رمزية تمثل السعي المشترك نحو النور والحقيقة، والتي تنهار حين يفقد الأفراد إيمانهم بها. أما الشخصية الغامضة "ليو"، الذي يظهر كخادم ثم يتبين لاحقًا أنه قائد الجمعية، فيجسّد المعلّم الروحي المتواضع، الذي يُشير إلى مفارقة القوة والحكمة في التواضع.

### العلاقة بالسيرة الذاتية
يرى عدد من الباحثين أن الرواية تحمل أبعادًا سيرة ذاتية، خصوصًا في تصويرها لحالة الانعزال النفسي والتوق إلى الانتماء الروحي، وهي سمات لازمت هيسّه في معظم مراحل حياته. وتُقارن أحيانًا بتجاربه في جماعات فكرية وروحية حاول أن يجد فيها الانسجام، لكنها خذلته في النهاية، مثلما يحدث في الرواية مع تفكك الجمعية.

## المرأة في الرواية
في هذه الرواية ، تغيب المرأة بصفتها شخصية محورية، إذ يتركز السرد على تجربة جماعية روحية يقودها الراوي وسط أعضاء "الرابطة"، دون أن تتداخل المرأة في صنع الأحداث أو التأثير على مسار الرحلة. هذا الغياب ليس مجرد صدفة، بل يعكس توجه الرواية نحو التأمل الذاتي والبحث عن المعنى، حيث تصبح العلاقة مع الذات والروح أكثر أهمية من أي روابط اجتماعية أو عاطفية. وعلى الرغم من حضورها الرمزي الهامشي أحيانًا، كدلالة على الجمال أو الإلهام، فإنها لا تُمنح صوتًا سرديًا مستقلًا، مما يُبرز الطبيعة الفلسفية للنص. فهِسّه اختار في هذه الرواية أن يركّز على التحول الداخلي والانتماء والهوية الجماعية، دون الانشغال بالجوانب العاطفية أو التفاعلات الجندرية التي قد تشتّت عن جوهر الرحلة الروحية.

### التلقي والنقد
حظيت الرواية بتقدير نقدي كبير، واعتُبرت من أبرز نماذج الرواية الرمزية في الأدب الألماني الحديث. أشاد بها المفكرون والدارسون بوصفها نصًا مفتوحًا يمزج بين الفلسفة والدين والأسطورة، وقد أثّرت في عدد من الكتّاب الأوروبيين لاحقًا، كما جرى استحضارها في دراسات حول الهوية الجماعية والاغتراب الروحي.

### التأثير الثقافي
كان للرواية صدى واسع في الحقول الفلسفية والروحية، وقد استلهمتها بعض الحركات الصوفية في أوروبا، كما أشار إليها كارل غوستاف يونغ ضمن أمثلته عن "رحلة الذات نحو التحقق". كذلك تُعد من النصوص التي ألهمت ثقافة الهيبيز في الستينيات، لما تحمله من تمرد ناعم على المادية الغربية.

## اقتباسات من الرواية
اقتباسات تُجسد جوهر الرواية: رحلة داخلية نحو الحقيقة، حيث تتقاطع التجربة الفردية مع الأسئلة الكبرى عن الإيمان، والهوية، والذاكرة.
"ذلك لأن هدفنا لم يكن الشرق وحده، أو أن الشرق لم يكن مجرد بلاد أو شيء جغرافي، بل كان وطن الروح وشبابها. كان الشرق في كل مكان ولم يكن في أي مكان."1
"تاريخ العالم كله يبدو لي غالبًا أكثر من كتاب مصور يقدم صورًا لرغبة الإنسانية الأقوى والحمقاء، الرغبة في النسيان."1
"اليأس هو نتيجة كل محاولة مخلصة لعبور الحياة مع الفضيلة والعدالة والفهم وتلبية متطلباتها."1

"الندم وحده لا يكفي. الرحمة لا تُشترى بالندم. إنها لا تُشترى أبدًا."

### الترجمات العربية
تُرجمت الرواية إلى العربية أكثر من مرة، أبرزها ترجمة عادل زعيتر في طبعة مبكرة، وأخرى لاحقة بعنوان الرحلة إلى المشرق، ونُشرت في دور نشر مختلفة، منها دار المدى ودار الخان. وقد لقيت ترحيبًا بين قراء الأدب الوجودي والرمزي.

## وصلات خارجية
- رحلة إلى الشرق، على كتب جوجل.
- رحلة إلى الشرق، على موقع أمازون.
- رحلة إلى الشرق، على الفهرس العالمي.
- رحلة إلى الشرق، على مكتبة جامعة هارفارد.
- رحلة إلى الشرق، على جود ريدز.